# شاه‌دانه (فیلم)
شاه‌دانه (انگلیسی: Cannabis) فیلمی در ژانر درام و جنایی است که در سال ۱۹۷۰ منتشر شد. از بازیگران آن می‌توان به کورد یورگنس، جین برکین، سرژ گنزبور و گابریله فرزتی اشاره کرد.